# Morinaga Jun
Morinaga Jun (森永純 (Sâm Vĩnh Tuyền)/ もりなが じゅん) (11 tháng 11 năm 1937 - 5 tháng 4 năm 2018) là một nhiếp ảnh gia người Nhật Bản.

## Sự nghiệp
Ông sinh năm 1937 tại thành phố Nagasaki, tỉnh Nagasaki. Sau khi tốt nghiệp Đại học Nghệ thuật Nihon, Khoa Nhiếp ảnh, ông làm trợ lý cho nhiếp ảnh gia người Mỹ Eugene Smith vào năm 1962. Ông nhận được Giải thưởng Người mới của Hiệp hội Phê bình Ảnh Nhật Bản và Giải thường niên của Hiệp hội Nhiếp ảnh Nhật Bản.
Ông qua đời vì suy tim vào ngày 5 tháng 4 năm 2018 ở tuổi 80.